# ローズ・モフォード
ローズ・モフォード（Rose Mofford、旧姓∶ペリカ (Perica)、1922年6月10日 - 2016年9月15日）は、アメリカ合衆国の政治家である。アリゾナ州の政治に51年間関わった。州財務長官の秘書から始まり、1977年に同州の女性初の州務長官に、1988年に同州の女性初の州知事に就任し、1991年まで務めた。

## 若年期
ローズ・ペリカとして1922年6月10日にアリゾナ州グローブで、6人兄弟の末っ子として生まれた。両親は、当時オーストリア＝ハンガリー帝国の一部だったクロアチアからの移民である。
グローブ高校に入学し、同校初の女子の学級委員長となった。学問だけでなくスポーツでも良い成績を収め、バスケットボールとソフトボールのチームに参加した。17歳の時にニューヨークで開かれたソフトボールの全米大会にアリゾナ州選抜チームの一員として参加した。1939年に総代として卒業した。女子バスケットボールプロチームのオールアメリカン・レッドヘッズからの入団のオファーがあったが、父の助言によりこれを断った。

## キャリア
高校を卒業後、18歳で州財務長官ジョー・ハントの秘書となった。月給は125ドルだった。2年後、ハントが州税制委員会委員となり、モフォードもハントと共に新しい職場に異動した。1945年、秘書を辞めて州運輸局が発行する雑誌『アリゾナ・ハイウェイ』のビジネス・マネージャーとなった。1947年、事務局長として税制委員会に復帰した。1960年、ハントが委員長を退任し、その後任のタッド・ムーアは、「この職は男がやるべきだと思っていた」と言ってモフォードを解雇した。州務長官ウェズリー・ボーリンがモフォードを秘書に採用した。1975年、州歳入局（かつての税制委員会）の副局長に就任した。

### 州務長官
1977年、ラウル・ヘクター・カストロが在アルゼンチン大使に任命されたため州知事を辞任した。アリゾナ州には副知事が設置されていないため、継承順位1位の州務長官であるボーリンが州知事に昇格した。ボーリンは、自身の残任期間を務める後任の州務長官にモフォードを任命した。
その4ヶ月後の1978年3月4日、ボーリンが在任中に死去した。州憲法の規定では選挙で選出された者のみが州知事に昇格できるため、モフォードには昇格の資格がなく、継承順位2位の州司法長官であるブルース・バビットが州知事に昇格した。ボーリンの死去の同年、残任期間が終了して初の州務長官選挙を迎え、当選した。1982年には2位の2倍の得票で再選、1986年には無投票で再選された。
州務長官就任後のモフォードは、そのビーハイブの髪型と親しみやすい性格で知られるようになり、効率的な運営が評判となった。モフォードは時間に正確で、掛かってきた電話には自分で応対し、郵便物には自ら返事を返していた。1982年から1983年にかけては全米州務長官協会の会長も務めた。伝統的に共和党支持者の多いアリゾナ州において、民主党員のモフォードは両党の多くの議員からも人気があった。モフォードは超党派のリーダーとして、しばしば政治的な対立を超えて活動した。

### 州知事
1988年2月8日、エヴァン・ミーカム知事が弾劾された。州憲法により弾劾裁判中のミーカムの権限は停止され、州務長官のモフォードが知事代理となった。多くの人が知事代理としてのモフォードの仕事ぶりを称えたが、ミーカムは、自身が任命した州の部長のモフォードによる交替人事に反対した。ミーカムは弾劾裁判で有罪となり、同年4月4日に罷免された。州憲法第5条第2項に「州の役職者は男性でなければならない」という規定があるにもかかわらず、モフォードは州知事に昇格し、同州初の女性知事となった。同年11月8日、州憲法のこの規定を撤廃する提案103の住民投票が行われ、性別による役職の制限が廃止された。
就任当初にあった不動産市場の崩壊や前政権からの多額の債務により、政権の移行は困難を極めた。モフォードの知事としての最初の目標は、アリゾナ州に安定を取り戻すことだった。世論の意見は州の修復が知事の責務であるというものであり、モフォードは「治癒する知事」(the healing governor)と呼ばれた。また、前政権で問題となっていた人種間の分裂を緩和したことも、この呼び名の理由となっている。前知事の罷免の騒動は、モフォードの働きにより鎮静化されたと広く受け止められている。州上院の民主党院内総務のアルフレッド・グティエレスは、モフォードについて「彼女がしたことは、名誉と尊厳をもってシステムに再投資したことだった」と述べた。在任中、モフォードは全米で3人だけの女性知事だった。
モフォードは、アリゾナ州における高速道路の保証金限度額の引き上げや精神保健プログラムのための基金の増額のために戦った。州内の学校で英語のみで教育を行うことに強く反対した。モフォードは自身を自由権の擁護者であると認識していた。モフォードはスポーツ好きとしても知られていた。アリゾナ州で春季キャンプをするMLBチームの中にフロリダ州への移転を検討していたチームもあったため、アリゾナ州に残ってもらうための資金調達メカニズムを構築した。知事管轄の薬物対策同盟や薬物対策青年委員会を設立し、薬物対策リソースセンターを設置した。HIV/AIDSの流行が全米で注目されるようになると、全米の政治家がこの問題を軽視するだろうと思われていた中で、モフォードは州のAIDS対策本部を設置した。また、州内の女性やマイノリティの政治的指導力の向上に努め、歴代の知事の中で最も多く、女性やマイノリティを公職に任命した。
モフォードは、前任の知事の時代に廃止されていたキング牧師記念日を州の法定休日として復活させることを提唱した。これはモフォードの在任中には実現しなかったが、1992年に住民投票により復活した。
1988年、モフォードは州内における人工妊娠中絶を原則として禁止する法案に対し、違憲であるとして反対を表明した。この法案は、州議会で1票差で否決された。
モフォードは在任中、高い支持を受けていたが、1989年に殺人罪で有罪判決を受けたジェームズ・ハムとカール・クンマーローを減刑させたことで人気が下落した。1990年初頭、同年に行われる州知事選挙に出馬せず、翌年3月6日のミーカムの残任期間満了をもって退任すると表明した。州知事選挙に当選したファイフ・サイミントンが後任となった。モフォードは退任を前にして、「私はアリゾナ州の全ての人のことを大切に思っており、思いやりのある知事だったと覚えてもらいたい」と述べた。

## 晩年
州知事退任後、モフォードは市民活動や慈善活動に時間を費やした。心臓移植を受けた元州議会議員のレオ・コーベットとともに、州の健康保険で臓器移植を受けられるようにする活動を行った。91歳まで高齢者住宅を定期的に訪問し、寄付された古着を洗濯・仕分けしてホームレスシェルターに届けた。
退任後も、モフォードはアリゾナ州の政治家たちから「師匠」と仰がれた。州の政界に対する影響力を使って、他の政治家の出世をしばしば手助けした。アリゾナ州選出の元連邦上院議員のデニス・ディーカンシーニーは知事在任中のモフォードのスタッフであり、上院議員就任後もフォードによくアドバイスを求めていたという。
2004年の大統領選挙で、モフォードは当時連邦上院議員だったジョン・ケリー候補を支援したが、アリゾナ州では現職のジョージ・W・ブッシュが勝利した。2010年の州知事選では州司法長官テリー・ゴダードの選挙委員長を務めたが、ゴダードは落選した。
2010年のインタビューでモフォードは、「私の人生の成功は、自分の出自、宗教、そしてローロデックスのおかげでした」と語った。モフォードは1940年に州政府で働き始めたときから、知り合った人の氏名・住所・電話番号をローロデックスで管理しており、最終的には4台のローロデックスに約4000人分の情報を集めた。

## 賞と栄誉

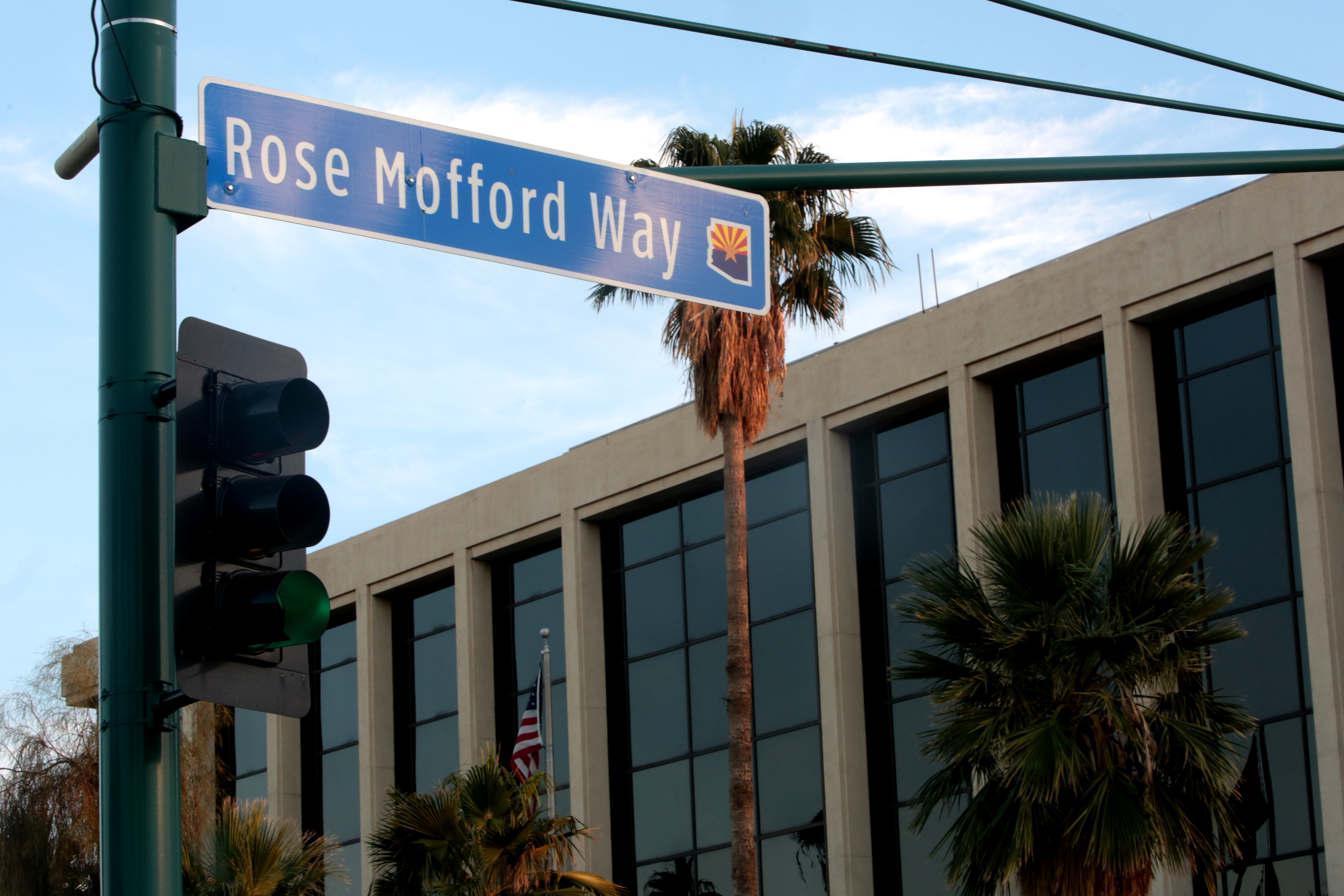
アリゾナ州フェニックスの州議会議事堂の前を通る「ローズ・モフォード通り」

モフォードは聖ジュード研究病院からDistinguished Public Servant and Dedicated Humanitarian Awardを受賞した。1999年、アリゾナ州歴史連盟からアリゾナ・ヒストリー・メーカーとして表彰された。フェニックス市長のスキップ・リムザは、モフォードの誕生日の6月10日を「ローズ・モフォードの日」に制定した。
2012年6月10日、州議会議事堂で90歳の誕生日祝賀会が開かれ、州議会議事堂の前の通りの一部が「ローズ・モフォード通り」に改称された。
若い頃からソフトボールをプレイしていたモフォードは、アリゾナ州ソフトボール殿堂に殿堂入りしており、バトラー市とフェニックス市にはモフォードの名を冠したソフトボール場がある。

## 私生活
1957年、ローズ・ペリカはフェニックス市警察の警部のソラルド・ロバート・“レフティ”・モフォード (Thorald Robert "Lefty" Mofford) と結婚した。10年後の1967年に離婚したが、ローズは離婚後もモフォードの姓を名乗り、再婚はしなかった。また、1983年にレフティが死去するまで友人であり続けた。2人の間に子供はいなかった。
モフォードは敬虔なカトリック信者であり、宗教が政治家として、指導者として成功するための原動力になると考えていた。モフォードは、マザー・テレサが設立した神の愛の宣教者会に寄付をした。1987年にローマ教皇ヨハネ・パウロ2世と、知事在任中の1989年にマザー・テレサと面会した。このような信仰に対する献身が、民主党員のモフォードが保守的なアリゾナ州民からの支持を集めることになった。

### 死去

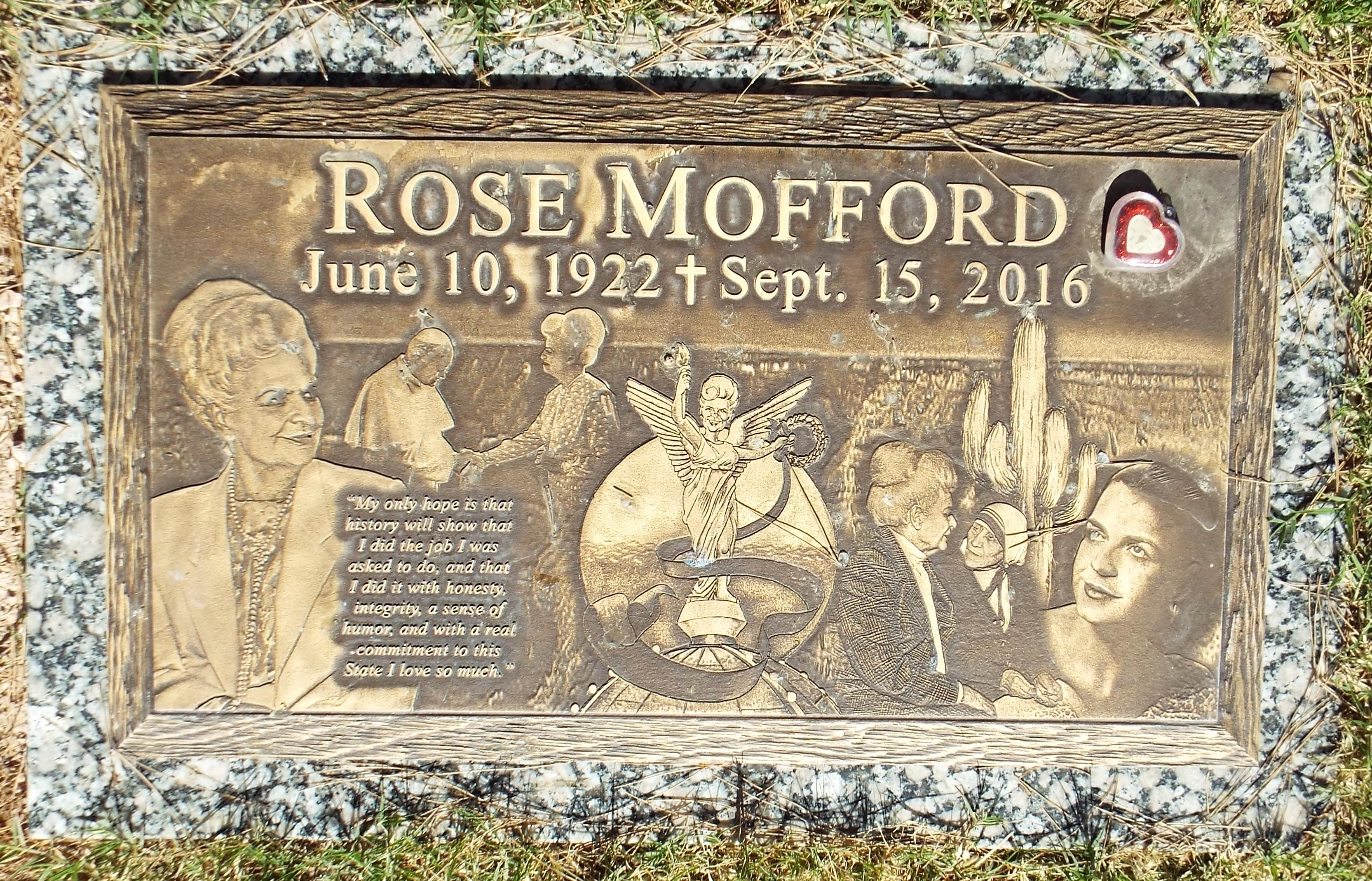
モフォードの墓標

2016年8月31日に自宅で転倒し、ホスピスに入院した。同年9月15日、同所で94歳で亡くなった。モフォードの死を受けて、当時州知事だったダグ・デューシーは、「我々の州政府の中で昇進を重ねて州のトップに昇りつめた彼女は、かつて破ることができないと考えられていたガラスの天井を粉砕し、多くの人々にとっての比類のないロールモデルとなった」とコメントした。
遺体はフェニックスの聖フランシス・カトリック墓地に埋葬された。2017年、モフォードの墓に新しい墓標が築かれた。墓標には、モフォードがヨハネ・パウロ2世やマザー・テレサと面会したときの様子が刻まれている。